# Maurice Edu
Edu Maurice Edu, Jr. (født 18. april 1986 i Fontana, Californien, USA) er en amerikansk fodboldspiller, der spiller som midtbanespiller. Han har gennem karrieren spillet for blandt andet Toronto FC og Philadelphia Union i hjemlandet, Rangers i Skotland samt Stoke City i England.

## Landshold
Edu står (pr. april 2018) noteret for 46 kampe og én scoring for USA's landshold, som han debuterede for den 17. oktober 2007 i et opgør mod Schweiz. Han repræsenterede efterfølgende sit land til OL i Beijing i 2008 og VM i 2010 i Sydafrika.

## Personlige liv
Edu har 1 lillebror samt 3 store søstre. 